# Économie du Brunei
L'économie du Brunei est basée essentiellement sur les hydrocarbures, principalement le pétrole, exploité dans le pays depuis 1929. La commercialisation de cette ressource rare permet au pays d'atteindre une croissance annuelle importante (4,1 % en 2001), qui se répercute sur son développement humain : le Brunei a un indicateur de développement humain de 0,857, qui le place au 32e rang mondial (sur 174 pays).
Le pays cherche à diversifier son économie (dépendante des réserves et des cours du pétrole) depuis l'an 2000 sans toutefois y parvenir : les secteurs non pétroliers de l'économie sont peu dynamiques ; le secteur financier (sur lequel les autorités brunéiennes fondaient de nombreux et grands espoirs avec notamment un projet visant à créer la première bourse islamique au monde) ne s'est pas bien développé ; les travailleurs migrants représentent une grande partie des actifs du Brunei ; les Brunéiens travaillent surtout dans le secteur public (ce qui s'explique par une forte différence au niveau des salaires entre les entreprises publiques et privées)...
Le Brunei fait partie de l'APEC depuis 1989 et de l'Association des nations de l'Asie du Sud-Est (ASEAN) depuis 1984.
Il est signataire de l'Accord général sur les tarifs douaniers et le commerce (GATT) en décembre 1993 et membre de l'Organisation mondiale du commerce depuis sa création en 1995. Il a participé au sommet de l'APEC à Seattle en novembre 1993.
Les principaux clients de l'économie brunéienne sont le Japon (52,1 %), la Corée du Sud (12,1 %) et l'ancienne puissance coloniale britannique (8,8 %). Ses principaux fournisseurs sont la Chine (29,4 %), les États-Unis (21,9 %), et le Royaume-Uni (18,3 %).
En janvier 2014, le pays figure sur la liste française des paradis fiscaux.